# Bunaea
Bunaea é um gênero de mariposa pertencente à família Bombycidae.